# Alcockpenaeopsis
Alcockpenaeopsis là một chi tôm trong họ Penaeidae.

## Các loài
- Alcockpenaeopsis hungerfordii (Alcock, 1905)